# Ibrahim Moustafa
Ibrahim Moustafa est un lutteur égyptien né le 20 avril 1904 à Alexandrie et mort le 6 octobre 1968 à Mexico.
Il est le porte-drapeau de l'Égypte aux Jeux olympiques d'été de 1928.

## Palmarès

### Jeux olympiques
- Médaille d'or en lutte gréco-romaine dans la catégorie des moins de 82,5 kg en 1928 à Amsterdam
- 4e en lutte gréco-romaine dans la catégorie des moins de 82,5 kg en 1924 à Paris